# Solvoliza
Solvoliza je otapanje tvari reakcijom s otapalom pri čem nastaje novi kemijski spoj. Ovisno o otapalu (alkohol, voda, glikol i dr.), reakcija se naziva alkoholizom, hidrolizom i dr.